# Nictofilinis
Els nictofilinis (Nyctophilini) són una tribu de ratpenats de la família dels vespertiliònids, formada per 17 espècies distribuïdes en dos gèneres. La seva distribució s'estén per Nova Guinea, Austràlia i algunes illes del Pacífic.

## Taxonomia
- Gènere Nyctophilus
- Gènere Pharotis